# Richard Heinzel
Richard Heinzel (født 3. november 1838 i Capodistria, død 4. april 1905 i Wien) var en østrigsk filolog.
Heinzel, fra 1873 professor ved Wiens Universitet, har beskæftiget sig med den germanske filologis forskelligste grene, også den nordiske. Foruden rent grammatiske afhandlinger (som Über die Endsilben der altnordischen Sprache, 1877) har han forfattet en særlig grundig afhandling om de islandske sagaer (Die Beschreibung der isländischen Saga, 1881), om Hervarar saga (Über die Hervararsaga, 1887), om Graalsagnet (Über die Graalsage, 1891) med flere. Sammen med Ferdinand Detter foranstaltede Heinzel en udgave af Eddadigtene med en udførlig kommentar (1903); denne udgave er overmåde konservativ med hensyn til tekstbehandling og fører ikke Eddakritikken videre, medens kommentaren, trods righoldighed på flere punkter, lader meget tilbage at ønske, hvad virkelig fortolkning af teksten angår.